# Cantonul Le Grand-Quevilly
Cantonul Le Grand-Quevilly este un canton din arondismentul Rouen, departamentul Seine-Maritime, regiunea Haute-Normandie, Franța.

## Comune
| Comune                      | Populație (1999) | Cod poștal | Cod INSEE |
| --------------------------- | ---------------- | ---------- | --------- |
| Le Grand-Quevilly (partiel) | 19177            | 76120      | 76322     |